# Mieżrabpomfilm

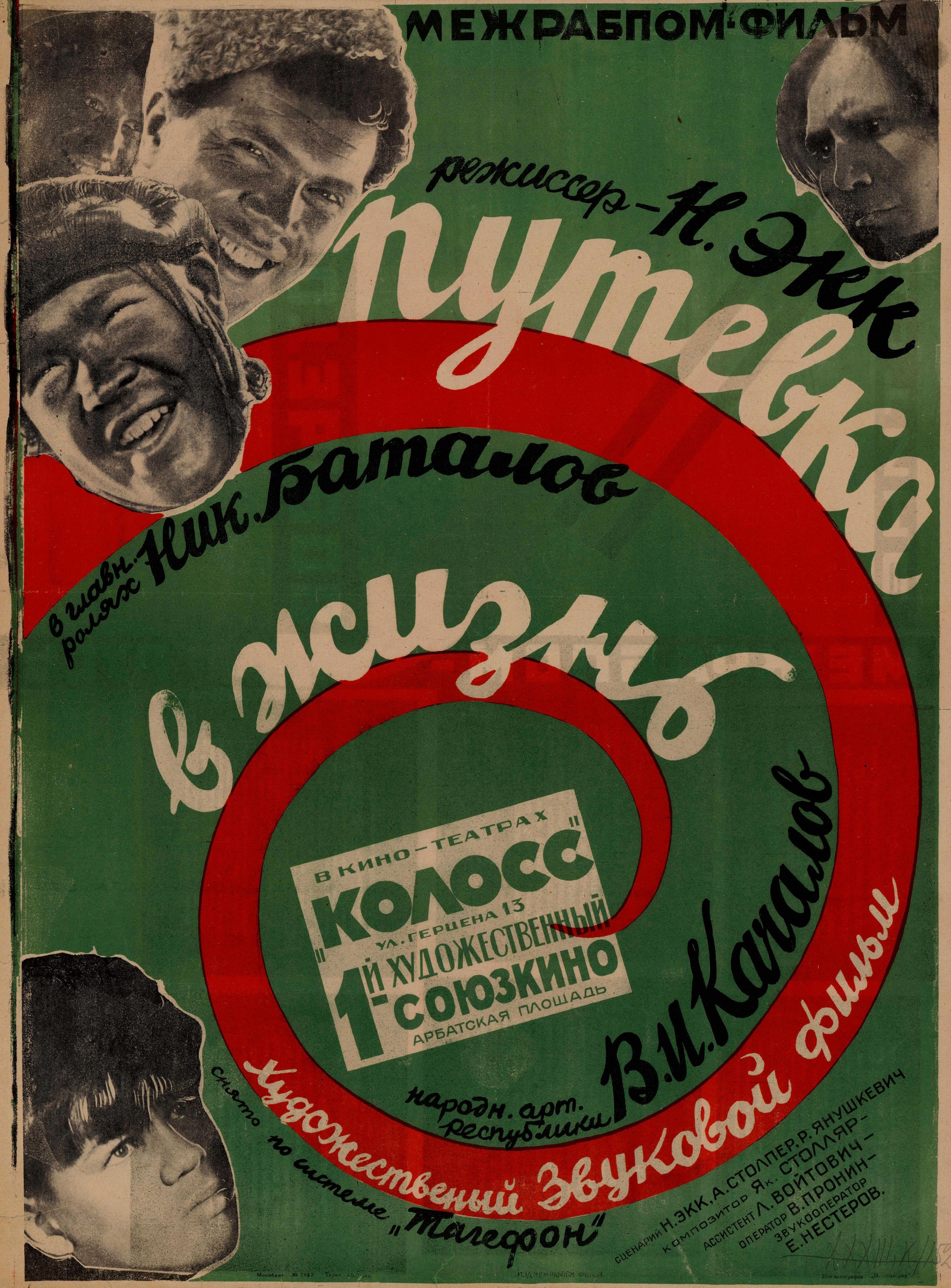
Plakat filmu "Bezdomni"

Mieżrabpomfilm (ros. Межрабпомфильм) – radziecko-niemieckie studio filmowe.

## Filmografia

### Filmy fabularne
- 1928: Burza nad Azją
- 1928: Biały orzeł
- 1928: Kukła z milionami
- 1929: Wesoły kanarek
- 1929: Dwa-Buldi-dwa
- 1930: Odpust na świętego Jorgena
- 1931: Bezdomni
- 1932: Horyzont
- 1932: Zwykły przypadek
- 1933: Na obrzeżach
- 1933: Wielki czarodziej
- 1934: Trzy pieśni o Leninie
- 1934: Marionetki
- 1936: Nad lazurowym morzem

### Filmy animowane
- 1929: Przygody barona Münchausena
- 1932: Czarny i biały
- 1934: Car Durandaj